# Inazuma Eleven (anime)
|  | Aquest article tracta sobre l'anime del mateix nom. Si cerqueu la franquícia, vegeu «Inazuma Eleven (franquícia)». |

Inazuma Eleven (イナズマイレブン, Inazuma Irebun, L'Onze Llampec) és una sèrie de televisió d'animació japonesa emesa entre el 2008 i el 2011 basada en la sèrie de videojocs del mateix nom de Level-5. La sèrie d'animació va ser produïda per OLM, Inc. sota la direcció de Katsuhito Akiyama i consta de 127 episodis.
Una sèrie de televisió d'animació basada en el joc es va emetre a la cadena TV Tokyo del 5 d'octubre de 2008 fins al 27 d'abril de 2011. La sèrie va ser produïda per Level-5 juntament amb TV Tokyo i OLM.
L'anime té una seqüela anomenada Inazuma Eleven GO, situada 10 anys després de la sèrie. Es va estrenar el 4 de maig de 2011.
L'anime es va començar a emetre en català el 10 d'octubre del 2022, coincidint amb l'estrena del canal SX3.

## Argument
En Mark Evans és un porter amb molt de talent i net d'un dels porters més forts del Japó, que va morir abans que ell nasqués. Tot i que les seves habilitats són increïbles, la seva escola no té un club de futbol real, ja que els altres sis membres no semblen gaire interessats ni tan sols en l'entrenament. Però tan bon punt un misteriós davanter, l'Axel Blaze, va a viure a la ciutat d'en Mark i el club rep un repte del que ha estat el campió de la Football Frontier durant 40 anys seguits, la Royal Academy, el jove porter es proposa buscar i reclutar membres per al seu equip de futbol.

## Personatges
| Personatge        | Veu en japonès     | Veu en català      |
| ----------------- | ------------------ | ------------------ |
| Mark Evans        | Junko Takeuchi     | Elena Rubio        |
| Axel Blaze        | Hirofumi Nojima    | Lluís Gustems      |
| Jude Sharp        | Hiroyuki Hoshino   | Àlex de Porrata    |
| Nathan Swift      | Yuka Nishigaki     | Marc Cañadell      |
| Kevin Dragonfly   | Yasuyuki Kase      | Toni Astigarraga   |
| Silvia Woods      | Fumiko Orikasa     | Eva Ordeig         |
| Nelly Raimon      | Kobayashi Sanae    | Maria Romeu        |
| Celia Hills       | Hinako Sasaki      | Anna Maria Camps   |
| Jack Wallside     | Megumi Tano        | Marcos de la Calle |
| Seymour Hillman   | Shuichiro Moriyama | Ramon Canals       |
| Erik Eagle        | Yuki Kaji          | Marc Gómez         |
| Bobby Shearer     | Jun Konno          | Gerard Flores      |
| William Glass     | Nanae Katou        | Irene Garrés       |
| Tod Ironside      | Urara Takano       | Ariadna Giménez    |
| Tim Saunders      | Masako Jou         | Yolanda Gispert    |
| Sam Kincaid       | Tooru Nara         | Jordi Domènech     |
| Steve Grim        | Hiro Shimono       | Alex Molina        |
| Maxwell Carson    | Yuuki Kodaira      | Carme Ambrós       |
| Jim Wraith        | Yuuichi Nakamura   | Marc Torrents      |
| Sonny Raimon      | Sakaguchi Kouichi  | Daniel Albiac      |
| Ray Dark          | Seiji Sasaki       | Jordi Salas        |
| Chester Horse Jr. | Kiyotaka Furushima | Xavier Castañer    |
| Frank Wintersea   | Gou Shinomiya      | Àlex Messeguer     |
| Sharon Evans      | Miwa Kouzuki       | Anna Maria Camps   |
| Harry Evans       | Yūichi Nakamura    | Toni Molías        |
| Veteran           | Yūichi Nakamura    | Ivan Cánovas       |

## Temporades

### Temporada 1
A l'inici de la sèrie, l'equip de l'institut Raimon s'enfronta a equips de futbol escolars d'arreu del Japó a la competició anomenada Futbol Frontier per convertir-se en el millor del Japó.

### Temporada 2
Després de guanyar les nacionals del Futbol Frontier, el Raimon s'enfronta al nou repte esperat de derrotar l'Acadèmia Alius, salvar el futbol i el món! 

### Temporada 3
S'anuncia un nou torneig, el Futbol Frontier International, i així es forma l'equip d'Inazuma Japó. En aquesta temporada s'enfronten jugadors d'arreu del món, i fins i tot "gent" del cel i l'infern...